# سون‌وو یونگ-نیو
سون‌وو یونگ-نیو (کره‌ای: 선우용여؛ انگلیسی: Sunwoo Yong-nyeo؛ زادهٔ جونگ یونگ-ره در ۱۵ اوت ۱۹۴۵) بازیگر اهل کره جنوبی است. سون‌وو در ابتدا که می‌خواست که رقصندهٔ باله کلاسیک شود اما وقتی که در سال ۱۹۶۵ توسط یک کمپانی به عنوان بازیگر استخدام شد، اولین فعالیت خود در سرگرمی را به عنوان یک رقصنده در تلویزیون آغاز کرد. او سپس حرفهٔ بازیگری را در سال ۱۹۶۶ آغاز کرد و و از آن زمان تاکنون در فیلم، تئاتر و تلویزیون به مدت پنجاه سال فعالیت می‌کند. سون‌وو همچنین در سال ۲۰۱۰ مدیر عامل اجرایی کمپانی همسان‌گزینی رِد هیلز شد.
از فیلم‌ها یا برنامه‌های تلویزیونی که وی در آن نقش داشته‌است می‌توان به ضربه عالی روی پشت بام و گونگ شیم زیبا اشاره کرد.